# Євтушенко Вікторія Вікторівна
Вікторія Вікторівна Євтушенко (Вікторія Прон; народилася 23 вересня 1965 у м. Дніпропетровську, УРСР) — українська бадмінтоністка. Майстер спорту міжнародного класу.
Чемпіон України в одиночному розряді (1992), парному розряді (1992, 1993, 1994, 1995, 1996, 1997, 1998, 1999), змішаному парному розряді (1992, 1993, 1994, 1995, 1996, 1997, 1999, 2000). Учасниця Олімпійських ігор 1996 в Атланті і Олімпійських ігор 2000 в Сіднеї.
Переможниця Bulgarian International в парному розряді (1994), в змішаному парному розряді (1994, 1995). Переможниця Slovak International в парному розряді (1994, 1995), в змішаному парному розряді (1994, 1995). Переможниця Austrian International в змішаному парному розряді (1996).